# Stormbringer (rollspel)
Stormbringer är ett amerikanskt fantasy-rollspel, publicerat av Chaosium, och är baserat på världen Young Kingdoms, skapad av den amerikanske fantasy- och science fictionförfattaren Michael Moorcock. Spelet har getts ut i sex utgåvor, varav en släpptes under namnet Elric!. Namnet Stormbringer kommer från det svärd med samma namn som bärs av Moorcocks mörke antihjälte Elric.

## Spelvärld
Stormbringer bygger på Michael Moorcocks fantasyvärld Young Kingdoms. Det som skiljer både rollspelet och Moorcocks böcker från många andra fantasyvärldar är avsaknaden av kamp mellan gott och ont. Istället fokuseras dualiteten mellan ordning och kaos. Dessa ytterligheter är i Young Kingdoms inte bara moraliska ställningstaganden utan även en fysisk realitet och något som alla invånare i denna värld, medvetet eller omedvetet, tar ställning för eller emot.
Moorcocks skapelse anses ofta utgöra en motpol till den typ av fantasy som introducerades av J.R.R. Tolkien på grund av Young Kingdoms avsaknad av klassiska fantasyelement som till exempel alver och dvärgar. 

## Regelsystem
Stormbringer använder det så kallade Basic Roleplaying-systemet, vanligt förkortat till BRP, vilket används av i stort sett alla spel producerade av tillverkaren Chaosium.

## Utgivning
Sedan introduktionen 1981 har flera utgåvor av spelet givits ut, alla med namnet Stormbringer, förutom den från 1993 vilken gavs ut under namnet Elric!. Den 2a utgåvan gavs även ut i franska (1987) och japanska (1988) versioner och den 3e i en tyskspråkig (1989). Den sistnämnda gavs ut i form av en box, trots att det engelskspråkiga originalet endast gavs ut som en mjukinbunden bok.   
- 1a utgåvan (1981), skriven av Ken St. Andre och Steve Perrin. Den kom i form av tre böcker i mjukpärm i en box.
- 2a utgåvan (1985), skriven av Ken St. Andre. Den kom i form av en mjukinbunden bok i en box.
- 3e utgåvan (1987), skriven av Ken St. Andre. Den publicerades i samarbete med Games Workshop. Den kom i form av en bok med hårdpärm
- 4e utgåvan (1990), skriven av Ken St. Andre, Steve Perrin och John B. Monroe. Den kom i form av en mjukinbunden bok i en box.
- Elric! (1993), skriven av Lynn Willis, Richard Watts, Mark Morrison, Jimmie W. Pursell Jr., Sam Shirley och Joshua Shaw. Den kom i form av en mjukinbunden bok.
- 5th edition (2001), skriven Lynn Willis. Den kom i form av en mjukinbunden bok.

## Publikationer
Sedan 1981 har ett stort antal tilläggsmoduler getts ut.

### Chaosium
- Stormbringer Companion, regelmodul, 1983
- Black Sword, äventyrsmodul, 1985
- Demon Magic, äventyrsmodul/regelmodul, 1985
- Stealer of Souls, äventyrsmodul, 1985
- White Wolf, regelmodul, 1987
- Perils of the Young Kingdoms, äventyrsmodul, 1991
- Rogue Mistress, äventyrsmodul, 1991
- Sorcerers of Pan-Tang, världsmodul, 1991
- Sea Kings of the Purple Towns, världsmodul, 1992
- Melniboné, världsmodul, 1993
- The Bronze Grimoire, regelmodul, 1994
- Elric! Gamemaster's Kit, allmänt tillbehör, 1994
- Fate of Fools, äventyrsmodul, 1994
- Unknown East, världsmodul, 1995
- Atlas of the Young Kingdoms Vol 1: The Northern Continent, världsmodul, 1996
- Sailing on the Seas of Fate, regelmodul, 1996
- Gods of Chaos, regelmodul, 2004
- Old Hrolmar, 2006
- Gods of Law, regelmodul, 2007

### Andra tillverkare
(Ej fullständig lista)
- Octagon of Chaos, äventyrsmodul, 1986 (Theatre of the Mind Enterprises)
- Dämmerung im Purperkreis, äventyrsmodul, tyskspråkig, 1992 (Laurin verlag)
- Corum, världsmodul, 2001 (Darkside Productions)